# Notophthiracarus hauseri
Notophthiracarus hauseri är en kvalsterart som beskrevs av Sandór Mahunka 1995. Notophthiracarus hauseri ingår i släktet Notophthiracarus och familjen Phthiracaridae. Inga underarter finns listade i Catalogue of Life.